# Stella Inquisitorus
Pour les articles homonymes, voir INS et MV.
Stella Inquisitorus est un jeu de rôle de science-fiction humoristique français conçu par Croc et paru aux éditions Siroz Productions en 1993. C'est en quelque sorte l'un des futurs possibles du jeu In Nomine Satanis/Magna Veritas.

## L'univers
Lassé du Grand Jeu, Dieu décide de révéler Sa vérité aux Hommes. S'ensuit une guerre atomique qui vitrifie la Terre et force les deux camps - le Bien et le Mal, avec leurs convertis humains - à s'exiler dans la galaxie déjà un peu explorée. Le Bien s'établit au cœur tandis que le Mal colonise la périphérie. Nous sommes presque cinq mille ans plus tard, en 6993 (le jeu étant paru en 1993).
Sur les mondes soumis au Bien, règne un totalitarisme chrétien. La vie est encadrée par l'Église et le moindre acte, par exemple allumer une ampoule électrique (exemple tiré du jeu), doit s'accompagner d'une louange précise, faute de quoi l'acte devient impie et vaut une pénitence qui ressemble à un lavage de cerveau. Une partie de ces mondes, le Sultanat, est musulmane et isolationniste.
Sur les mondes du Mal (nommés collectivement Dunkle Reik, le Sombre Empire), règnent les Princes-Démons qui imposent chacun son style d'existence, bien sûr peu compatible avec la vie ou la dignité humaines.
Entre les deux, des systèmes solaires entiers ont gagné une certaine liberté, voire, pour certains très isolés, ont complètement oublié l'existence des deux superpuissances. Il y a même des mondes païens (vikings).
Les vaisseaux spatiaux ont un look gothique, des noms en rapport (ainsi une Cathédrale, un cuirassé du Bien, peut lâcher des Cryptes de reconnaissance) et fonctionnent, pour le Bien, avec l'énergie des psaumes ; pour le Mal, avec la souffrance des damnés embarqués.

## Règles
Stella Inquisitorus utilise les règles de la seconde édition de INS/MV.

## Gamme
Stella Inquisitorus a eu deux suppléments : Strychnine IV, la description d'une planète, et Stella Incognita, un recueil de scénarios.